# ホトトギス (雑誌)
『ホトトギス』は、合資会社ホトトギス社が発行する俳句雑誌。
1897年（明治30年）に正岡子規の友人である柳原極堂が創刊した。夏目漱石が小説『吾輩は猫である』、『坊っちゃん』を発表したことでも知られる。
明治期には総合文芸誌として、大正・昭和初期には保守俳壇の最有力誌として隆盛を誇った。現在は、高浜虚子の曾孫にあたる稲畑廣太郎が主宰。

## 歴史

### 戦前
- 1897年（明治30年）1月15日、松山市の海南新聞社（現・愛媛新聞社）に勤めていた柳原極堂が松山で創刊。雑誌名は正岡の俳号「子規」にちなんだもので、創刊時はひらがなで『ほとゝぎす』。子規、高濱虚子、河東碧梧桐、内藤鳴雪らが選者であった。
- 1898年（明治31年）10月 場所を東京に移して虚子が継承する。
- 1901年（明治34年）10月 雑誌名を『ホトヽギス』とする。
- 1902年（明治35年）9月19日 子規没。
- 1904年（明治37年）10月 岡本癖三酔選者となる。
- 1905年（明治38年）1月 漱石『吾輩は猫である』連載開始、大好評を博す。10月 寺田寅彦『団栗』掲載。このころより虚子小説に傾倒、碧梧桐新傾向色を強める。
- 1906年（明治39年）1月 伊藤左千夫『野菊の墓』。4月 漱石『坊っちゃん』。5月 鈴木三重吉『千鳥』。8月より碧梧桐第一回全国行脚。9月 小泉八雲『海のほとり』。
- 1907年（明治40年）1月 漱石『野分』。2月 野上八重子（弥生子）『縁』。11月 長塚節『佐渡が島』。このころ浅井忠、竹久夢二が挿絵を描いている。
- 1908年（明治41年）10月 漱石『文鳥』（ただし他誌からの転載）、松根東洋城選者となる。
- 1909年（明治42年）から小宮豊隆、安倍能成らの批評が連載される。4月より碧梧桐第二回全国行脚。7月をもって雑詠欄廃止。
- 1910年（明治43年）4、6月 イプセン『社会の柱』。9月号発禁処分。
- 1911年（明治44年）3月 写生文欄の常連だった福島甲羽こと尾上菊松が名題昇進[2]。 4月 阿部次郎『狐火』、森田草平『御殿女中』。10月 雑誌名を『ホトトギス』とする。碧梧桐編集より離れる。
- 1912年（明治45年）7月 虚子選雑詠欄復活。川端龍子挿絵を描くようになる。
- 1913年（大正2年）3月 徳田秋声『南国』、虚子俳壇復帰。5月 田山花袋『椿の花』。6月 泉鏡花『菎蒻本』。7月 正宗白鳥『臆病者』。8月 虚子が嶋田青峰に編集の一切を任せることを表明[3]。10月 森鷗外『護持院原の敵討』。11月 バーナード・ショー『悪魔の弟子』。
- 1914年（大正3年）4月 徳田秋江『青草』。前田普羅、課題選者となる。
- 1915年（大正4年）1月 飯田蛇笏、村上鬼城が雑詠欄巻頭を飾る。7月 小川未明『藪陰』。青木月斗、課題選者となる。
- 1916年（大正5年）4月以降東洋城ホトトギスより離脱し『渋柿』を創刊。12月9日 漱石没。
- 1917年（大正6年）1月 杉田久女の句掲載。原石鼎ホトトギス社を退社。
- 1919年（大正8年）8月 芥川我鬼（龍之介）の句掲載。9月 神陵俳句会（翌年より京大三高俳句会）結成。
- 1920年（大正9年）2月 嶋田青峰ホトトギス社を退社、編集から退く[4]。
- 1921年（大正10年）4月 日野草城の句掲載。
- 1922年（大正11年）4月 山口誓子、水原秋桜子ら東大俳句会結成（帝大俳句会の再興）。佐藤念腹
- 1923年（大正12年）1月 ホトトギス社、東京・丸の内に完成した丸ノ内ビルヂング（丸ビル）へ移転。8月 水原秋桜子『海辺にて』。9月1日 関東大震災。
- 1924年（大正13年）1月 山口青邨『山の手から』。8月 阿波野青畝『風懐を養うこと』。
- 1925年（大正14年）10月 吉岡禅寺洞、芝不器男ら九大俳句会結成。
- 1926年（大正15年）1月 山口誓子『我が小さき芸術観』。高野素十ら雑詠句評会に参加。
- 1927年（昭和2年）岸田劉生、川端茅舎表紙、裏表紙を描くようになる。
- 1928年（昭和3年）7月 東大俳句会機関誌を「馬酔木」と改題、水原秋桜子が主宰。
- 1929年（昭和4年）3月 松本たかしが雑詠欄巻頭を飾る。
- 1930年（昭和5年）6月 星野立子により姉妹誌『玉藻』創刊。7月 中村草田男『生き物三つ』
- 1931年（昭和6年）4月 星野立子『どんぐりの芽』
- 1933年（昭和8年）12月- 川端茅舎『花鳥巡礼』。
- 1935年（昭和10年）安田靫彦表紙を描くようになる。
- 1936年（昭和11年）1月 中村汀女ら『余生病院』。10月 日野草城、吉岡禅寺洞、杉田久女をホトトギス同人より除名。フランスを中心に海外詩人による俳句が掲載されるようになる。
- 1937年（昭和12年）2月1日碧梧桐没。4月より外国俳句座談会連載、虚子の句のフランス語訳の試み。小川芋銭、石井柏亭表紙、裏表紙を描くようになる。
- 1938年（昭和13年）3月 正宗白鳥『最も痛烈に感じた』。4月 永田青嵐『現代徒然草』。津田青楓裏表紙を描くようになる。
- 1939年（昭和14年）6月 京極杞陽『蓄音機』。長谷川素逝『砲車』ベストセラーに。小林古径表紙を描くようになる。
- 1940年-1943年（昭和15-18年） 新興俳句弾圧事件。
- 1943年（昭和18年）6月 橋本鶏二が雑詠欄巻頭を飾る。
- 1945年（昭和20年）6-9月 休刊。

### 戦後
- 1946年（昭和21年）12月 通巻600号。野見山朱鳥が雑詠巻頭欄を飾る。
- 1947年（昭和22年）9月 ホトトギス社が法人化。虚子の長男高浜年尾を代表社員とする合資会社となる。
- 1949年（昭和24年）三和銀行（現・三菱UFJ銀行）行員の波多野爽波が史上最年少で同人に推挙される。
- 1979年（昭和54年）10月 年尾が死去。次女で虚子の孫にあたる稲畑汀子（旧姓・高浜）が主宰となる。
- 1982年（昭和57年）4月 汀子の長男で虚子の曾孫にあたる稲畑廣太郎がホトトギス社に入社。
- 2002年（平成14年） ホトトギス社本社、丸ビル建て替えのため、三菱ビルヂング10階に移転。
- 2013年（平成25年）8月 通巻1400号。
- 2013年（平成25年）10月 汀子が勇退、廣太郎が主宰となる。
- 2019年（令和元年）10月 ホトトギス社、三菱ビルヂングを退去。千代田区神田駿河台の雑居ビルに移転。
- 2021年（令和3年）11月20日 創刊125年目の節目の年に1500号が出版[5]。

## 現況
現在のホトトギス社主宰は高浜虚子の曽孫である稲畑廣太郎が務めている。1979年から2013年まで主宰を務めた稲畑汀子はその母で高浜虚子の孫。
ホトトギス社はホトトギス誌以外に書籍も編集・発行しているが、発売元はホトトギス社のものと他の版元のものがある。例えば歳時記は、虚子編「新歳時記」やホトトギス編「ホトトギス新歳時記」を三省堂が発売している。虚子編「新歳時記」は基本的に高濱虚子が編集したものだが、ホトトギス編「ホトトギス新歳時記」は、全国の俳人からホトトギス誌に寄せられた句を元に編集したもの。
ホトトギス社は長年、旧・丸ビルに入居していたが、丸ビルの建て替えのため、三菱ビルに移った。

## ドキュメンタリー
- ETV特集「戦火のホトトギス 〜17文字に託した若き将兵の戦争〜」（2021年8月21日、NHK Eテレ）[6]